# Heiðar Helguson
Heiðar Helguson, né sous le nom de Heiðar Sigurjónsson le 22 août 1977 à Dalvík, est un footballeur international islandais qui évolue au poste d'attaquant.
Il a notamment joué pour des clubs anglais de premier plan comme le Fulham FC et le Bolton Wanderers FC. Il a aussi joué une saison dans le club norvégien du Lillestrøm SK.
La forme islandaise de son nom, Heiðar Helguson, a été anglicisée en Heidar Helguson lors de son transfert en 1999 dans le championnat anglais.

## Biographie

### En club

#### Queens Park Rangers
Le 7 juin 2011, il prolonge d'un an son contrat avec Queens Park Rangers.

#### Cardiff City
Le 2 août 2012, Helguson signe en faveur de Cardiff City. Il joue son premier match officiel sous ses nouvelles couleurs le 14 août 2012 à l'occasion d'une rencontre de Coupe de la Ligue opposant Cardiff City à Northampton Town, club de quatrième division. malgré la défaite du club gallois, Helguson parvient à inscrire un but sur pénalty en début de match.
Progressivement, Helguson s'impose dans l'effectif de Cardiff au point d'être rapidement considéré par certains observateurs comme un élément clé de l'équipe. L'ancien international gallois Nathan Blake le voit comme le moteur d'une équipe capable de marquer 100 buts en une saison et d'engranger autant de points. Helguson devient dès lors un des joueurs préférés des supporters de Cardiff City qui louent son engagement, bien que celui-ci soit au détriment de sa finesse de jeu.

### En sélection internationale
Sa première sélection a eu lieu le 28 avril 1999 lors d'une victoire de l'Islande à Malte (1-2).

## Palmarès
Queens Park Rangers
- Champion d'Angleterre de D2 en 2011.

Cardiff City
- Champion d'Angleterre de D2 en 2013.

## Statistiques détaillées

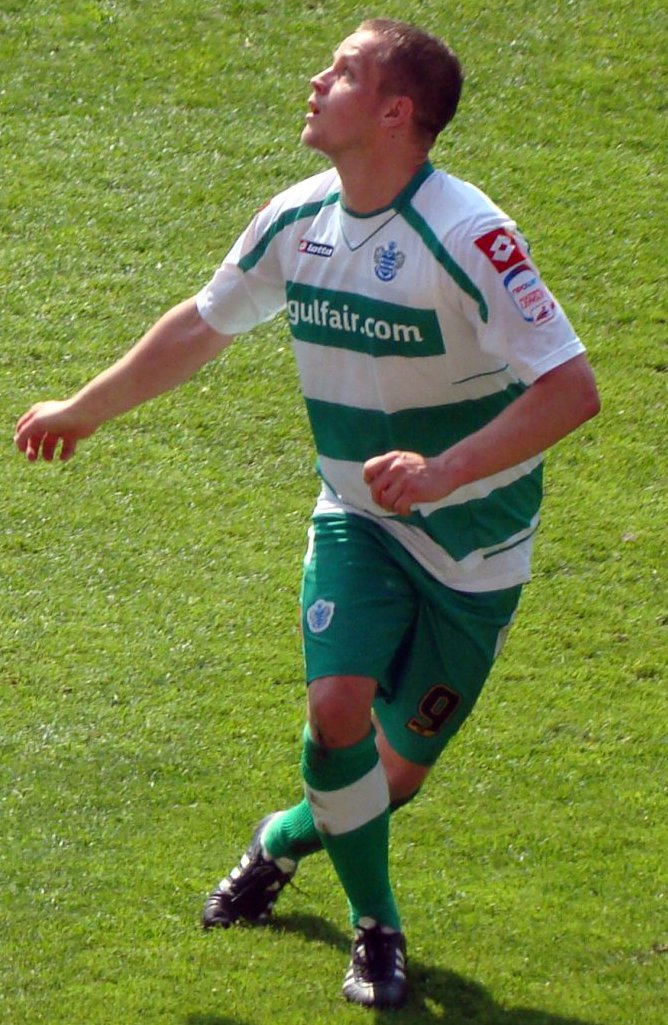
Helguson avec les Queens Park Rangers en 2011.

| Saison                | Club                  | Championnat           | Championnat | Championnat | Coupe(s) nationale(s) | Coupe(s) nationale(s) | Compétition(s) continentale(s) | Compétition(s) continentale(s) | Compétition(s) continentale(s) | Islande | Islande | Total | Total |
| Saison                | Club                  | Division              | M.          | B.          | M.                    | B.                    | Comp.                          | M.                             | B.                             | M.      | B.      | M.    | B.    |
| 1997                  | Þróttur Reykjavik     | 1. Deild              | 12          | 4           | -                     | -                     | -                              | -                              | -                              | -       | -       | 12    | 4     |
| Sous-total            | Sous-total            | Sous-total            | 12          | 4           | 0                     | 0                     | -                              | 0                              | 0                              | 0       | 0       | 12    | 4     |
| 1998                  | Lillestrøm            | Tippeligaen           | 18          | 2           | -                     | -                     | -                              | -                              | -                              | -       | -       | 18    | 2     |
| 1999                  | Lillestrøm            | Tippeligaen           | 25          | 16          | -                     | -                     | -                              | -                              | -                              | 7       | 0       | 32    | 16    |
| Sous-total            | Sous-total            | Sous-total            | 43          | 18          | 0                     | 0                     | -                              | 0                              | 0                              | 7       | 0       | 50    | 18    |
| 1999 - 2000           | Watford               | Premier League        | 16          | 6           | -                     | -                     | -                              | -                              | -                              | -       | -       | 16    | 6     |
| 2000 - 2001           | Watford               | Division 1            | 33          | 8           | 4                     | 1                     | -                              | -                              | -                              | 10      | 1       | 47    | 10    |
| 2001 - 2002           | Watford               | Division 1            | 34          | 6           | 6                     | 1                     | -                              | -                              | -                              | 4       | 0       | 44    | 7     |
| 2002 - 2003           | Watford               | Division 1            | 30          | 11          | 4                     | 2                     | -                              | -                              | -                              | 2       | 1       | 36    | 14    |
| 2003 - 2004           | Watford               | Division 1            | 22          | 8           | 2                     | 1                     | -                              | -                              | -                              | 5       | 3       | 29    | 12    |
| 2004 - 2005           | Watford               | Championship          | 39          | 16          | 7                     | 4                     | -                              | -                              | -                              | 6       | 0       | 52    | 20    |
| Sous-total            | Sous-total            | Sous-total            | 174         | 55          | 23                    | 9                     | -                              | 0                              | 0                              | 27      | 5       | 224   | 69    |
| 2005 - 2006           | Fulham                | Premier League        | 27          | 8           | 2                     | 2                     | -                              | -                              | -                              | 5       | 1       | 34    | 11    |
| 2006 - 2007           | Fulham                | Premier League        | 30          | 3           | 4                     | 1                     | -                              | -                              | -                              | 1       | 0       | 35    | 4     |
| Sous-total            | Sous-total            | Sous-total            | 57          | 11          | 6                     | 3                     | -                              | 0                              | 0                              | 6       | 1       | 69    | 15    |
| 2007 - 2008           | Bolton Wanderers      | Premier League        | 6           | 2           | 0                     | 0                     | C3                             | 2                              | 0                              | -       | -       | 8     | 2     |
| 2008 - 2009           | Bolton Wanderers      | Premier League        | 1           | 0           | 0                     | 0                     | -                              | -                              | -                              | 3       | 2       | 4     | 2     |
| Sous-total            | Sous-total            | Sous-total            | 7           | 2           | 0                     | 0                     | -                              | 2                              | 0                              | 3       | 2       | 12    | 4     |
| 2008 - 2009           | Queens Park Rangers   | Championship          | 20          | 5           | 1                     | 0                     | -                              | -                              | -                              | -       | -       | 21    | 5     |
| 2009 - 2010           | Queens Park Rangers   | Championship          | 5           | 1           | 1                     | 0                     | -                              | -                              | -                              | 2       | 0       | 8     | 1     |
| Sous-total            | Sous-total            | Sous-total            | 25          | 6           | 1                     | 0                     | -                              | 2                              | 0                              | 2       | 0       | 30    | 6     |
| 2009 - 2010           | Watford               | Championship          | 29          | 11          | -                     | -                     | -                              | -                              | -                              | 3       | 2       | 32    | 13    |
| Sous-total            | Sous-total            | Sous-total            | 29          | 11          | 0                     | 0                     | -                              | 0                              | 0                              | 3       | 2       | 32    | 13    |
| 2010 - 2011           | Queens Park Rangers   | Championship          | 34          | 13          | 0                     | 0                     | -                              | -                              | -                              | 6       | 2       | 40    | 15    |
| 2011 - 2012           | Queens Park Rangers   | Premier League        | 16          | 9           | 3                     | 0                     | -                              | -                              | -                              | 1       | 0       | 20    | 9     |
| Sous-total            | Sous-total            | Sous-total            | 50          | 22          | 3                     | 0                     | -                              | 0                              | 0                              | 7       | 2       | 60    | 24    |
| 2012 - 2013           | Cardiff City          | Championship          | 30          | 7           | 1                     | 1                     | -                              | -                              | -                              | -       | -       | 31    | 8     |
| Sous-total            | Sous-total            | Sous-total            | 30          | 7           | 1                     | 1                     | -                              | 0                              | 0                              | 0       | 0       | 31    | 8     |
| Total sur la carrière | Total sur la carrière | Total sur la carrière | 427         | 136         | 34                    | 13                    | -                              | 2                              | 0                              | 55      | 12      | 518   | 161   |